# Centrala Tejo (ansamblu arhitectural)

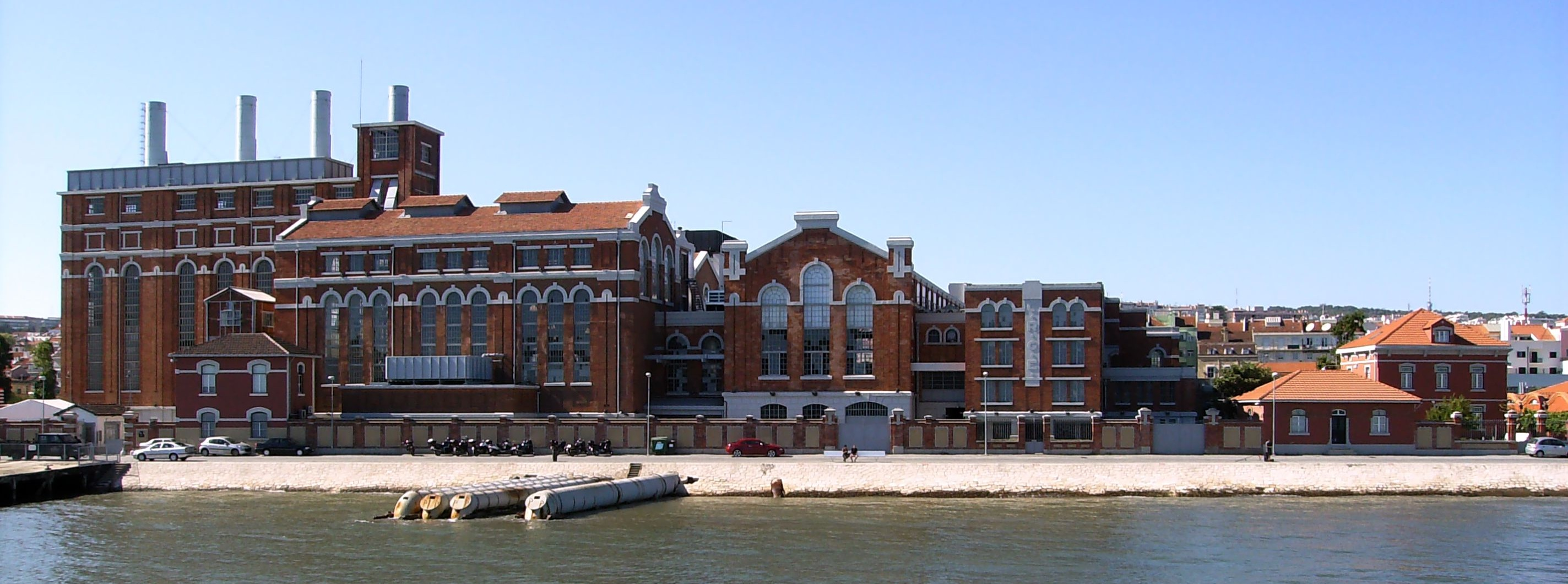
Imagine de ansamblu al Centralei Tejo de pe Raul Tejo

Întreg setul arhitectural al Centralei Tejo, după succesivele transformări și extinderi de-a lungul anilor, încă se menține într-o perfectă stare de conservare. Acesta este un mare complex de producție din prima jumătate a secolului al-XX-lea, refolosit în scopuri muzeologice. Învelișul exterior din cărămidă, elementul unificator al setului, se deosebește de toate celelalte clădiri din jur și îi conferă o estetică proprie. Totuși, în interiorul său este o structură de fier care suportă toată clădirea -adevăratul schelet al Centralei Tejo.

## Primitiv Central Tejo
Înainte de actualul complex industrial, exista în același loc o mică “fabrică de electricitate”, primitiva Centrală Tejo, numită popular Centrala Junqueira, nume provenit de la strada cu același nume. Nimic nu a mai rămas din această clădire, construită în anul 1909, pe baza proiectului făcut de Inginerul Lucien Neu și executat arhitectural de Charles Viellard și Fernand Touzet. În mod clar a avut o estetică modernă și o decorare localizată în principal în părțile din nord și sud. Pe parte vestică a clădirii principale, existau încă trei instalații industriale care adăposteau cazanele. Din această veche centrală s-au remarcat subțirile coșuri de fum, unul din cărămidă și unul din fier, în formă de trunchi de con inversat.
Fațadele nord și sud a instalației principale, unde se afla generatoarele, au fost decorate similar cu alte structuri arhitecturale din fier, cum ar fi stațiile de tren sau piețele, cu influențe ale modernismului, care au ajuns recent în Portugalia. Au fost împărțite în trei secțiuni, separate de pilastri, mici frize dințate care fugeau pe orizontală și încoronau setul, un fronton mare spart.
Secțiunile laterale aveau două deschideri: partea de jos acoperită de o mulură și partea de sus terminată cu un arc îcastrat. Secțiunea centrală, mai mare decât cele laterale, se remarcă printr-o mare deschidere ce parcurgea fațada de jos până sus, care intra în același fronton și forțândul să crească.
In rama arcului rotund, inscripționat pe plăci, se poate citi: „1909 / Cªs Reunidas de Gaz e Electricidade / Estação Eléctrica Central Tejo” („1909 / Cªs Reunite de Gaz și Electricitate / Stația Electrică Centrala Tejo”).
De la sfârșitul secolului al-XIX-lea, sunt instalațiile industriale ale vechei rafinării de zahăr situate lângă centrală, proprietate a Companiei de Zahăr din Mozanbic. Acestea au fost achiziționate când s-a început demolarea primitivei Centrale Tejo.
Aceasta a fost o mică fabrică, fără mari ornamente, dar cu o formă foarte caracteristică. Ea cuprindea două instalații longitudinale, cu acoperiș în formă de ferestrău, un fel de turn central care a funcționat ca hambar și patru instalații tranversale în partea de vest, acoperite cu acoperiș în două ape. Toate deschiderile sunt protejate de o ramă făcut din cărămidă și sunt acoperite cu un arc încastrat.

## Curent Central Tejo

### Faze de la Joasă Presiune
Începerea construcției Clădirei de Joasă Presiune s-a dat pe la mijlocul anului 1910, deși multe extinderi au fost făcute până în anul 1930. Construcția ei este marcată de Modernism, (desemnată de Arta Nouă, în Portugalia). Are o structură de fier și este îmbracată cu cărămidă, care, de asemenea, este folosită și la Clădirea de Înaltă Presiune.
Vechea Sală pentru Cazane este compusă din patru instalații industriale, trei dintre ele egale și a patra de mai mari dimensiuni, acoperite cu acoperiș în două ape, care creează un unic spațiu diafan în interiorul ei. Pe parte estică, tranversal de acestea, există alte două instalații care au aceeași estetică modernistă, chiar și cea mai depărtată, și anume, clădirea de substații, dar care nu are acoperiș în două ape.
Fațadele sale relativ joase, sunt caracterizate prin marile ferestre verticale, acoperite cu arcuri rotunde. Deasupra lor, este un fel de specie de fronton cu borduri evidențiate și cu o mulură închizând spațiul. Sub toate acestea, este o bază lisă din care nu se vede cărămida, decorată cu rame de arcuri încastrate simulând deschiderea (unele dintre ele chiar sunt deschideri), care ”sprijină” restul fațadei.
Fațada Sălii de Mașini merită o atenție specială. Dintre toate, ea prezintă mai multe motive decorative și mai multe aspecte legate de modernism, cum s-a întamplat la primitiva Centrală Tejo și la cele mai multe centrale electrice de epocă, (poate pentru că sala de mașini era inima care genera energia produsă în centrală), dar fără să intre în contradicție cu estetica setului. La baza acesteia se găsesc câteva diferențe în comparație cu alte fațade, peretele fiind îmbrăcat cu piatră cioplită, cu excepția straturilor inferioare care se află în stare brută și lacunele in arc, conchide o cheie.
La nivelul căptușelei cărămidei, de asemenea se află trei ferestre mari terminându-se în arcuri rotunde, cel din centru fiind puțin mai mare, cu o ramă continuă, având o formă de cheie în vârful arcurilor, care traversează întreaga fațadă până în părțile laterale ale clădirii. Partea de sus a fațadei, formată dintr-un fronton spart, prezintă rame decorative, facute din cărămidă, simulând un arc lombard. La extremele fațadei, pilastri care se ivesc de la baza se ridica până la fronton, amintind de cele două turnuri mici de pe fațadele ecleziastice.
Fațadele longitudinale prezintă o compoziție armonică, împarțită în trei zone separate de pilastri mari; în fiecare din aceste zone existând trei mari ferestre verticale, ornamentate cu o ramă care tranversează întreaga laterală. Deasupra fiecarei acestor mari ferestre, există o fereastră pătrată, un fel de friză pe partea de sus a clădirii.

### Faza de la Înaltă Presiune
La Clădirea de Înaltă Presiune, motivele decorative sunt diferite de cele de la Joasă Presiune, unde influențele clasice, câștigă înălțime și grandoare; dar și așa, reia aceeași estetică de reâmbrăcare a cărămidei. În interior, cu similitudine la ceea ce se întâmplă în Sala de Cazane de Joasă Presiune, placa care desparte Sala Cenusarelor de Sala Cazanelor este acoperită cu o placă care pe partea inferioară are forme concave paralele, singura diferență între cele două fiind faptul că la Joasă Presiune acestea sunt de cerâmică și la Înaltă Presiune sunt de beton armat.
Clădirea a fost construită în anii `40, cu influențe clasice de pe palatele renascentiste, reflectare fidelă a epocii și contextului autoritar în care se trăia în Portugalia.
Structura sa este o adevărată muncă de inginerie, o lucrare de arhitectură din fier, fără egal în Lisabona, care susține nu numai îmbracarea cu cărămidă a clădirii, dar și Cazanele, coșurile de fum și depozitul de apă, situate în partea de sus a clădirii.
Din punct de vedere estetic,fațada urmează modelele unui palat renăscut, prezentându-se împărțit în bază, pilastri și antablament. Corpul principal are ferestre mari care se trmină cu arcade rotunde cu o formă de cheie centrală și înconjurat de o ramă care parcurge toată fațada; de la bază până în partea de sus a antablamentului.
Antablamentul superior prezintă două frizuri independente. În partea de jos este decorat cu chesoane oarbe, marcate de rame;iar în partea de sus prezintă aceeași organizare, dar cu spații subliniate de către ramele realizate în ferestre.
În partea cea mai apropiată de Clădirea de Joasă Presiune, se află un mic turn,și mai presus de toate celelalte se află patru coșuri de fum ale cazanelor de Înaltă Presiune și tot mecanismul de extragere a fumului și de exploatare a aerului, la baza lor.
Astfel, Centrala Tejo iese în evidență dintre toate clădirile din jurul ei, nu numai din cauza monumentalității și dimensiunii ei, dar de asemenea și pentru estetica ornamentală a cărămidei, care face să fie greu de crezut că, odată a fost o fabrică de electricitate.